# Paul Warwick
Paul Warwick, född den 29 januari 1969 i Alresford, England, död den 21 juli 1991 på Oulton Park var en brittisk racerförare som var bror till Derek Warwick.

## Racingkarriär
Warwick var en lovande och talangfull förare, som vann det brittiska Formel 3000-mästerskapet 1991. Han förolyckades samma år på Oulton Park, då han efter ett tekniskt fel kraschade i över 220 km/h och avled. Warwick vann mästerskapet postumt, och han hade med stor sannolikhet nått formel 1 om det inte vore för den tidiga döden. Efter en lång tankepaus bestämde sig hans bror Derek för att fortsätta tävla i racing efter Pauls död.